# Kajaki
Kajaki ist ein afghanischer Bezirk in der Provinz Helmand. 
Das Verwaltungszentrum  befindet sich im gleichnamigen Kajaki. Die Fläche beträgt 2.184 Quadratkilometer und die Einwohnerzahl 120.940 (Stand: 2022). Einen Großteil der Bevölkerung bilden Paschtunen.

## Geschichte
Am 26. August 2012 wurden laut afghanischen Behörden im Bezirk Kajaki 17 enthauptete Zivilisten gefunden. Darunter befanden sich zwei Frauen.